# Аль-Марракиши (лунный кратер)
Кратер Аль-Марракиши (лат. Al-Marrakushi) — маленький одиночный ударный кратер в восточной части Моря Изобилия на видимой стороне Луны. Название дано в честь западноарабского математика и астронома Ибн ал-Банны (Абу-л-Аббас Ахмад ибн Мухаммад ибн Усман ал-Азади, 1256—1321) и утверждено Международным астрономическим союзом в 1976 г.

## Описание кратера

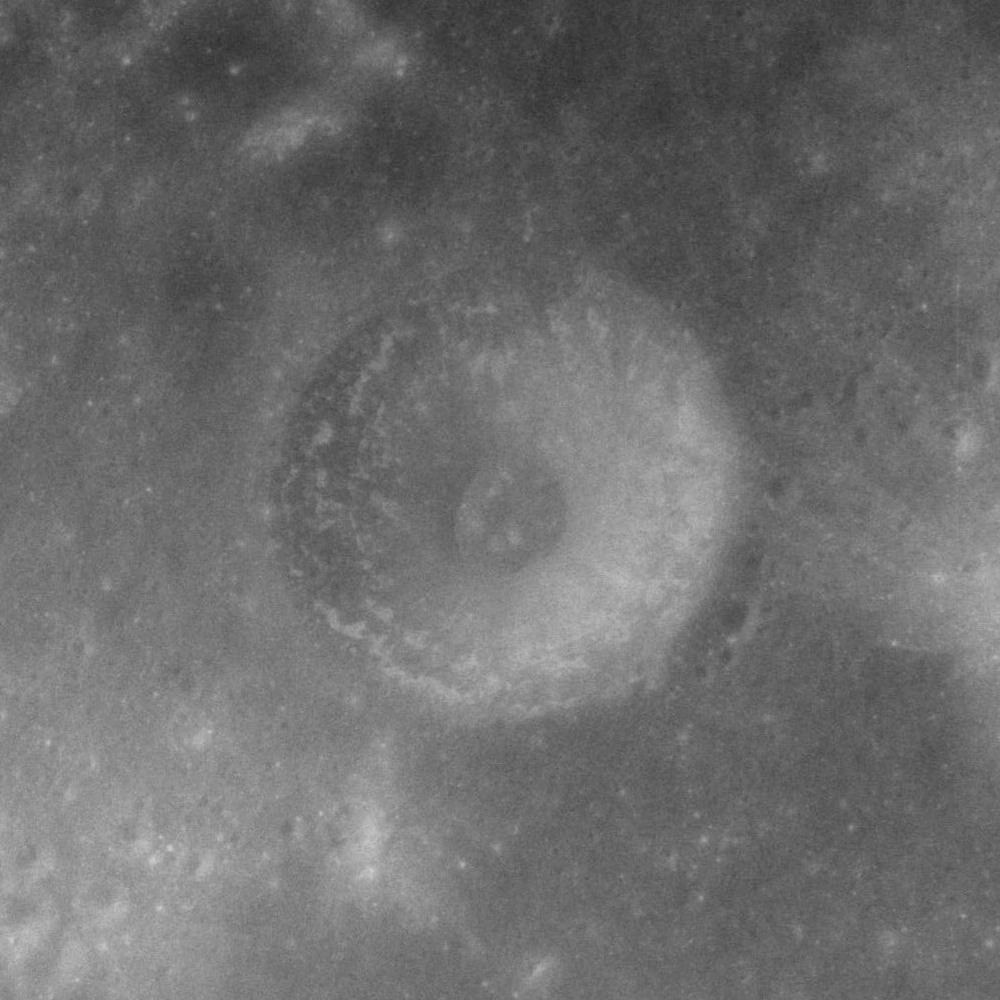
Снимок с борта Аполлона-12.

Ближайшими соседями кратера являются кратер Лангрен на востоке; кратеры Лозе и Венделин на юго-востоке; кратеры Крозье и Мак-Клюр на юго-западе.
Селенографические координаты центра кратера — 10°27′ ю. ш. 55°46′ в. д. / 10,45° ю. ш. 55,77° в. д., диаметр — 8,6 км, глубина — 1,11 км.
Кратер имеет круглую чашеобразную форму с небольшим участком ровного дна в центре. Высота вала над окружающей местностью составляет 300 м, объём кратера приблизительно 20 км³. По морфологическим признакам кратер относится к типу BIO (по названию типичного представителя этого класса — кратера Био).
До переименования в 1976 г. кратер назывался сателлитным кратером Лангрен D.

## Сателлитные кратеры
Отсутствуют.